# Ходжес, Девон
Девон Деррон Ходжес (англ. Devon Derron Hodges; род. 26 июня 1984, Сент-Анн, Мидлсекс) — ямайский футболист, нападающий клуба «Хамбл Лайонс». Выступал в сборной Ямайки.

## Клубная карьера
Свою профессиональную карьеру начинал в клубе «Вададах» из города Монтего-Бей. Первый сезон получился успешным: в 35 матчах он забил 12 мячей. После этого он перешёл в «Риволи Юнайтед», выступавший в ямайской Премьер-лиге. 29 мая 2005 года в матче национального первенства против «Инвэйдерс Юнайтед» Ходжес установил рекорд чемпионатов Ямайки, отличившись десять раз. Его команда выиграла со счетом 15:0, что тоже является рекордом. В 2006 году «Риволи» покинул Премьер-лигу. В 2008 году в шести матчах плей-офф Ходжес забил 8 мячей, что позволило команде вновь вернуться в элиту ямайского футбола. В первом же сезоне после возвращения в Премьер-лигу Девон с 25 голами стал лучшим её бомбардиром. На следующий год он вновь стал лучшим бомбардиром чемпионата, однако это не спасло его команду от вылета. Вторую половину 2010 года провёл на правах аренды в стане четырёхкратных чемпионов Ямайки «Тиволи Гарденс». В начале 2011 года отправился в аренду на шесть месяцев в клуб вьетнамской V-лиги «Сонглам Нгеан». 22 января 2011 года дебютировал за «Сонглам Нгеан», выйдя на поле на 73-й минуте матча с «Донгтам Лонган» вместо своего соотечественника Кавина Брайана. Забив в 24 матчах 9 голов, помог своей команде одержать победу в чемпионате.

## Карьера в сборной
В 1999 году выступал за юниорскую сборную Ямайки, составленную из футболистов моложе 15 лет. В национальной сборной дебютировал 30 мая 2009 года в товарищеской игре со сборной Сальвадора. Свой первый гол за сборную забил 7 июня 2009 года в товарищеской игре со сборной Панамы.

## Достижения
- Чемпион Вьетнама: 2011
- Лучший бомбардир чемпионата Ямайки: 2008/09, 2009/10